# Alexander Alexejewitsch Lebedew

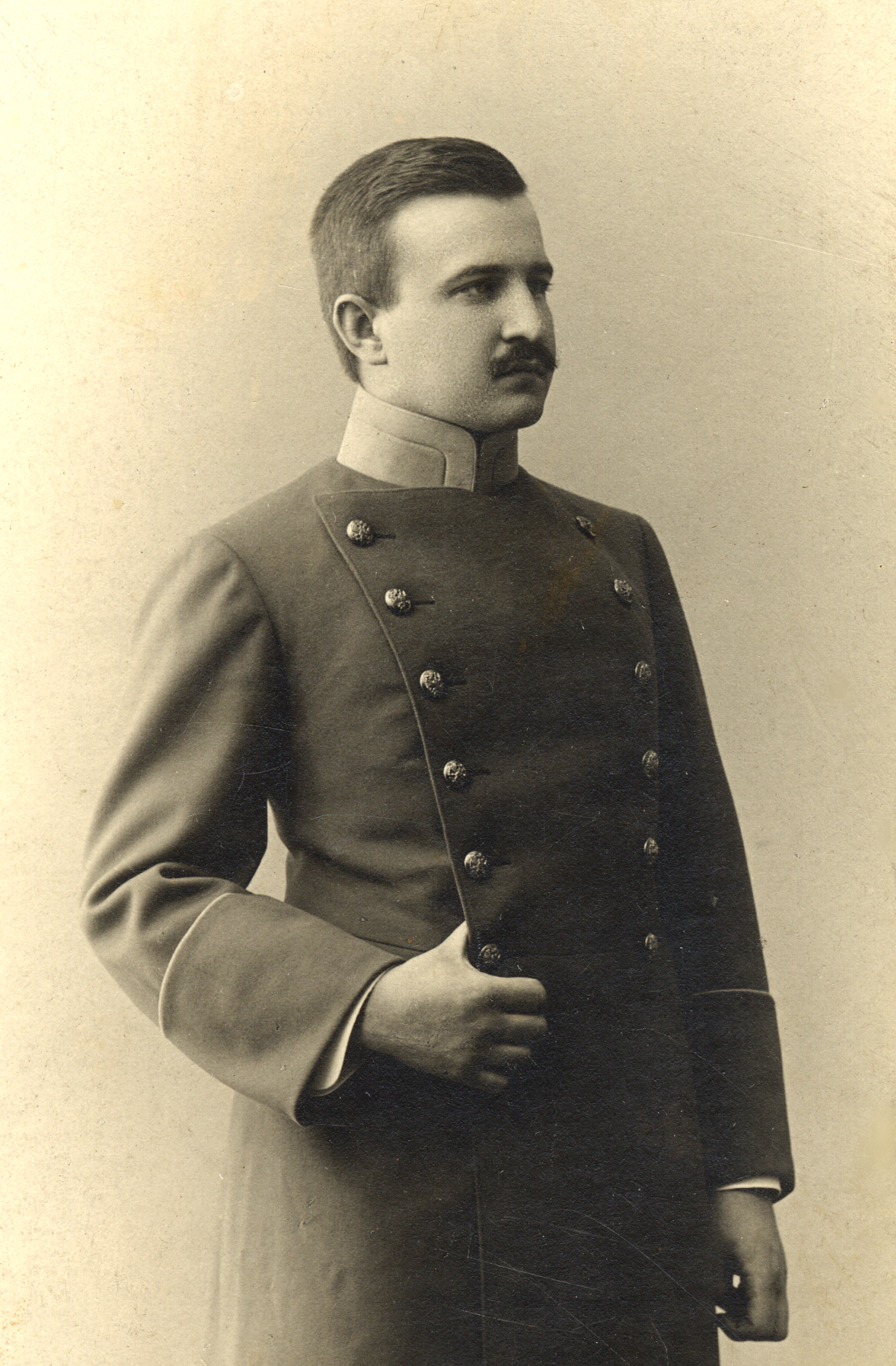
Alexander Alexejewitsch Lebedew (als Student)

Alexander Alexejewitsch Lebedew (russisch Александр Алексеевич Лебедев; * 15. Novemberjul. / 27. November 1893greg. in Ponewiesch; † 15. März 1969 in Leningrad) war ein litauisch-russischer Physiker und Hochschullehrer.

## Leben
Lebedew, Sohn des adligen Lehrers für Chemie und Naturgeschichte und Direktors der Ponewiescher Realschule Alexei Stepanowitsch Lebedew, besuchte die Realschule in St. Petersburg bis 1911 und studierte dann Physik an der Universität St. Petersburg. Auf Vorschlag von I. I. Borgmann fertigte er die Diplomarbeit Über die Anwendbarkeit der Stokesschen Gleichung auf Flüssigkeitstropfen in einem viskosen Medium an, mit der er 1916 sein Studium abschloss.
1919 trat Lebedew in das 1918 von D. S. Roschdestwenski in Petrograd gegründete Optik-Institut (GOI) ein. Dort baute er die Abteilung für angewandte Optik auf, die er viele Jahre leitete. Er entwickelte ein verbessertes Michelson-Interferometer zur genaueren Vermessung des Meterstandards. 1922–1926 war er außerordentlicher Dozent und Oberassistent am Lehrstuhl für Physik der Universität Petrograd/Leningrad. 1925 bekam er von der Londoner Glaskonferenz die Einladung zu einem Vortrag, die er nicht annahm. 1930 wurde er zu einem neunmonatigen Arbeitsaufenthalt bei W. H. Bragg im Davy-Faraday Research Laboratory der Royal Institution of Great Britain abgeordnet. Er studierte dort die Methodik der Röntgenspektroskopie und untersuchte die Elektronenbeugung von Pulvern. 1931 gründete er eine Gruppe für Röntgenstrukturanalyse. Dort wurden die Strukturen optischer Gläser in Abhängigkeit von den speziellen Glühprozessen untersucht. 1936 bestätigte die Gruppe, zu der auch J. A. Porai-Koschiz gehörte, die Existenz von mikrokristallinen Bereichen in solchen Gläsern. Diese Arbeiten trugen wesentlich zur Verbesserung der Qualität der optischen Gläser durch verbesserte Glühprozesse bei.
Im Sommer 1934 leitete Lebedew die GOI-Expedition auf den Elbrus, an der auch W. G. Wafiadi teilnahm. Untersucht wurde die Variation der Lichtintensität während des Tag-Nacht-Verlaufs zur Bestimmung der Transparenz der Erdatmosphäre, insbesondere der Wolken, in einem weiten Spektralbereich bis ins ferne Infrarot. Im April 1935 wurde er zum Wirklichen Mitglied des GOI ernannt. Einige Monate später wurde er zum Doktor der Physikalisch-Mathematischen Wissenschaften ehrenhalber promoviert. 1939 wurde er Korrespondierendes Mitglied und 1943 Wirkliches Mitglied der Akademie der Wissenschaften (AN-SSSR).

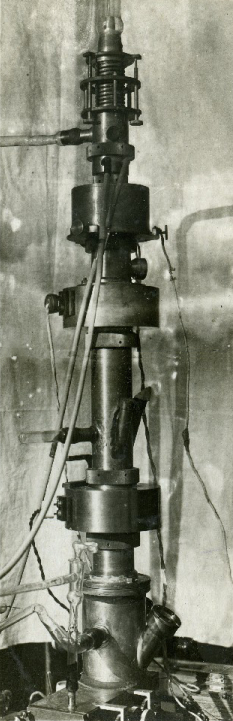
Lebedews Elektronenmikroskop 1943

Während des Deutsch-Sowjetischen Krieges entwickelte Lebedew auf der Basis der klassischen Optik die Berechnungsgrundlagen für die Elektronenoptik. Untersucht wurden auch die Eigenschaften von Halbleitern und ihre Anwendung in optoelektronischen Bauelementen. 1943 entstand der erste sowjetische Prototyp eines Elektronenmikroskops. Von 1944 bis 1952 war Lebedew wissenschaftlicher Leiter des Forschungsinstituts für Elektronenoptik und Infrarottechnik (NII-801) des Ministeriums für Verteidigungsindustrie, das später das Institut für Angewandte Physik der Orion-Gesellschaft wurde. 1946 begann die Serienfertigung. Dafür erhielten Lebedew, W. N. Werzner und N. G. Sandin den Stalinpreis II. Klasse.
1947 übernahm Lebedew die Leitung des Lehrstuhls für Elektrodynamik der Universität Leningrad. Nach Untersuchungen von Gasentladungen seit den 1950er Jahren begann er mit seinen Mitarbeitern (B. A. Jermakow, A. A. Mak, A. D. Starikow und andere), Grundlagen der Lasertechnik zu erarbeiten und Laserentfernungsmesser zu entwickeln. Auch wurden die Untersuchungen zur Glasstruktur weitergeführt. 1972–1973 wurde von seinen Mitarbeitern ein quasikristallines Modell diskutiert.
Lebedew war Abgeordneter im Obersten Sowjet der UdSSR (1950–1956) und Stellvertretender Vorsitzender des Unionssowjets (1953–1956).
Lebedew wurde auf dem Leningrader Bogoslowskoje-Friedhof begraben.

## Ehrungen
- Ehrenzeichen der Sowjetunion (1939)
- Orden des Roten Banners der Arbeit (1943, 1951, 1957)
- Leninorden (1945, September und November 1953, 1957, 1963)
- Stalinpreis (1947, 1949)
- Leninpreis (1959)
- Held der sozialistischen Arbeit (1957)
- Medaille „Für heldenmütige Arbeit im Großen Vaterländischen Krieg 1941–1945“
- Medaille „Zum 250-jährigen Jubiläum Leningrads“